# 世界血栓症デー
世界血栓症デー（せかいけっせんしょうデー）とは、国際血栓止血学会（ISTH）が血栓症の啓発目的に制定したWorld Thrombosis Day(WTD)、または一般社団法人日本血栓止血学会が日本記念日協会に登録した記念日。血栓症の病態生理学の先駆者であったルドルフ・フィルヒョウの誕生日である10月13日に制定されている。

## 概要
血栓症への啓蒙活動として、血栓症への正しい知識を広め、診断、治療を促進し、最終的に血栓症による障害や死亡を減らすことを目的として2014年に制定された。
世界保健機関（WHO）が公表した2013年-2020年の非感染性疾患行動計画と、2025年までに非伝染病による早死を25％削減するという世界保健組合の世界的目標を受け、心血管疾患の予防や治療を広く社会に訴えかけることを使命としている。

## 受賞
学術運営委員会により、当日のイベント、フォーラム活動への受賞歴がある。
- アメリカン・アソシエーション・エグゼクティブ・オブ・アソシエーション・エグゼクティブ（ASAE）のシルバー・アンヴィル・アワード（米国）
- PRSA Maryland Chapterからのメリーランド賞の最優秀賞
- 2015年
  - ゴールド・サークル・アワード・エクセレンス
  - PR広報協会（PRSA）優秀賞
- 2016年
- アワード・オブ・アワード
- アメリカン・アソシエーション・エグゼクティブ・オブ・アソシエーション・エグゼクティブのGold Circle Merit Award